# قوهه
روستای قوهه روستایی سرسبز در شهرستان چهارباغ استان البرز است که در فاصله ۱۰ کیلومتری شهر چهارباغ و ۲۲ کیلومتری شهر کرج واقع است. این منطقه دارای باغات میوه و زمین‌های زراعی فراوان است.اغلب باغ های این روستا انگور و گیلاس است. قوهه یک تپه تاریخی دارد که در قدیم دارای نهر آب بوده و محل کوچ قو بوده که به این جهت به قوهه معروفه . فامیلی رایج در این روستا قره حسنلو میباشند.نام این روستا در سفرنامه ناصرخسرو آمده‌است